# Бородакий, Андроник Демьянович
Андроник Демьянович Бородакий (14 декабря 1920 — ?) — стрелок 941-го стрелкового полка (265-я стрелковая Выборгская дивизия, 7-й стрелковый корпус, 3-я ударная армия, 1-й Белорусский фронт), красноармеец , участник Великой Отечественной войны, кавалер ордена Славы трёх степеней.

## Биография
Родился 14 декабря 1920 года в селе Ларга Бричанского района Хотинского уезда губернаторства Бессарабия Румынского королевства, ныне в составе Бричанского района Молдавии. Из семьи крестьянина. Молдованин. Образование 2 класса сельской школы. Работал в родительском крестьянском хозяйстве, батрачил. После освобождения Бессарабии от румынской оккупации в 1940 году и присоединения её к СССР работал в колхозе в родном селе. В начале Великой Отечественной войны пережил немецко-румынскую оккупацию в родных местах.
Призван в Красную армию после освобождения родных мест в 1944 году Лепканским районным военкоматом Молдавской ССР. С 10 января 1945 года - участник Великой Отечественной войны. Воевал в составе 941-го стрелкового полка 265-й стрелковой дивизии на 1-м Белорусском фронте.
Стрелок 941-го стрелкового полка (265-я стрелковая дивизия, 7-й стрелковый корпус, 3-я ударная армия, 1-й Белорусский фронт) красноармеец Бородакий Андроник Демьянович проявил исключительную доблесть в Восточно-Померанской стратегической наступательной операции. В ходе наступательного боя 11 марта 1945 года первым ворвался в населённые пункты Гофф и Пустхов (Польша). При этом уничтожил 8 гитлеровцев, а 3-х солдат взял в плен.
За образцовое выполнение боевых заданий Командования на фронте борьбы с немецкими захватчиками и проявленные при этом доблесть и мужество приказом частям 265-й стрелковой дивизии № 022/н от 18 марта 1945 года красноармеец Бородакий Андроник Демьянович награждён орденом Славы 3-й степени.
Стрелок 941-го стрелкового полка (подчинённость та же) красноармеец Бородакий Андроник Демьянович вновь отличился в локальных наступательных боях на Кюстринском плацдарме. В бою 12 апреля 1945 года под сильным артиллерийско-миномётным и пулемётным огнём пробрался к дому, из которого вёл огонь станковый пулемёт противника, и противотанковыми гранатами уничтожил пулемёт и 9 немецких солдат.
За образцовое выполнение боевых заданий командования на фронте борьбы с немецкими захватчиками и проявленные при этом доблесть и мужество приказом войскам 3-й ударной армии № 066/н от 3 мая 1945 года красноармеец Бородакий Андроник Демьянович награждён орденом Славы 2-й степени.
Стрелок 941-го стрелкового полка (подчинённость та же) красноармеец Бородакий Андроник Демьянович в очередной раз проявил геройство во время Берлинской наступательной операции. При штурме центральной части Берлина 30 апреля 1945 года лично уничтожил 2-х немецких снайперов и тем самым открыл путь вперёд своей роты. При овладении укреплённым зданием военных казарм под огнём пробрался к ним вплотную и забросал гранатами входные двери. При этом на месте были убиты державшие оборону в этом месте 6 немецких солдат, а остальные оборонявшиеся в здании немцы предпочли выкинуть белый флаг. Когда их вывели из здания, оказалось, что в казарме сдалось сразу 42 солдата.
За образцовое выполнение боевых заданий командования на фронте борьбы с немецкими захватчиками и проявленные при этом доблесть и мужество приказом войскам 3-й ударной армии № 104/н от 26 мая 1945 года красноармеец Бородакий Андроник Демьянович награждён орденом Славы 2-й степени.
В июле 1947 года ефрейтор Бородакий был демобилизован. Жил в родном селе Ларга, работал в колхозе «Пограничник».
Указом Президиума Верховного Совета СССР от 19 августа 1955 года был перенаграждён орденом Славы 1-й степени, став полным кавалером ордена Славы.
О судьбе после 1985 года сведений нет.

## Награды
- Орден Отечественной войны I степени (11.03.1985)[3]

- Полный кавалер ордена Славы:
  - орден Славы I степени (19.08.1955)[4] Перенаграждён I ст. (31.03.1956);
  - орден Славы II степени (26.05.1945)[5];
  - орден Славы III степени (19.03.1945)[6];
- медали, в том числе:
  - «За взятие Берлина» (9.6.1945)[7]

- - «За победу над Германией в Великой Отечественной войне 1941—1945 гг.» (9 мая 1945[8])[9]

- - «20 лет Победы в Великой Отечественной войне 1941—1945 гг.» (7 мая 1965[10])
  - «30 лет Победы в Великой Отечественной войне 1941—1945 гг.»[11]
  - 40 лет Победы в Великой Отечественной войне 1941—1945 гг.[12]
  - «30 лет Советской Армии и Флота»[13]
  - «40 лет Вооружённых Сил СССР»[14]
  - «50 лет Вооружённых Сил СССР» (26 декабря 1967[15])
- Знак «25 лет победы в Великой Отечественной войне» (1970)

## Память
- Его имя увековечено в Главном Храме Вооружённых сил России, и навсегда запечатлено на мемориале «Дорога памяти»